# Natriumhydroxymethansulfinat
Natriumhydroxymethansulfinat ist eine anorganische chemische Verbindung aus der Gruppe der substituierten Sulfinsäurenderivate und Alkohole. Die Verbindung steht auf der Liste der CoRAP-Stoffe der EU.

## Gewinnung und Darstellung
Natriumhydroxymethansulfinat kann durch Reaktion von Natriumdithionit mit Formaldehyd in Gegenwart von Alkalilauge, durch katalytische Reduktion von Natriumhydroxymethansulfonat mit Wasserstoff sowie durch eine Reihe weiterer Darstellungsmethoden gewonnen werden.
{\displaystyle \mathrm {Na_{2}S_{2}O_{4}+2\ CH_{2}O+H_{2}O\longrightarrow HO\cdot CH_{2}-SO_{3}Na+HO-CH_{2}-SO_{2}Na} }

## Eigenschaften
Natriumhydroxymethansulfinat ist ein brennbarer, schwer entzündbarer, hygroskopischer, weißer Feststoff mit schwefelartigem Geruch, der leicht löslich in Wasser ist. Er zersetzt sich ab 125 °C, wobei Methanthiol, Schwefelwasserstoff, etwas Formaldehyd und Schwefeldioxid entstehen. Er ist nach der Herstellung geruchlos, entwickelt aber schnell seinen charakteristischen Geruch. Das Dihydrat gibt kurz vor der Zersetzungstemperatur bei 120 °C sein Kristallwasser ab.

## Verwendung
Natriumhydroxymethansulfinat wurde 1905 von BASF als „Rongalit C“ zum Ätzdruck von Baumwolle und für die Küpenfärberei auf den Markt gebracht. In der Pharmazie wird die Verbindung als Konservierungsmittel, Antioxidans und Stabilisator in Arzneimitteln verwendet.

## Risikobewertung
Natriumhydroxymethansulfinat wurde 2016 von der EU gemäß der Verordnung (EG) Nr. 1907/2006 (REACH) im Rahmen der Stoffbewertung in den fortlaufenden Aktionsplan der Gemeinschaft (CoRAP) aufgenommen. Hierbei werden die Auswirkungen des Stoffs auf die menschliche Gesundheit bzw. die Umwelt neu bewertet und ggf. Folgemaßnahmen eingeleitet. Ursächlich für die Aufnahme von Natriumhydroxymethansulfinat waren die Besorgnisse bezüglich Exposition von Arbeitnehmern, hoher (aggregierter) Tonnage und weit verbreiteter Verwendung sowie der möglichen Gefahren durch krebsauslösende, mutagene und reproduktionstoxische Eigenschaften. Die Neubewertung soll ab 2021 von den Niederlanden durchgeführt werden.

## Externe Links zu erwähnten Verbindungen
1. ↑  Externe Identifikatoren von bzw. Datenbank-Links zu Natriumhydroxymethansulfinatdihydrat:  CAS-Nr.: 6035-47-8, EG-Nr.: 611-965-8, ECHA-InfoCard: 100.109.168, PubChem: 23666330, ChemSpider: 2006007, Wikidata: Q27289335.
2. ↑  Externe Identifikatoren von bzw. Datenbank-Links zu Natriumhydroxymethansulfonat:  CAS-Nr.: 870-72-4, EG-Nr.: 212-800-9, ECHA-InfoCard: 100.011.637, PubChem: 2723822, ChemSpider: 12801, Wikidata: Q27280467.